# Лангенарген
Лангенарген (нем. Langenargen) — община в Германии, в земле Баден-Вюртемберг.
Подчиняется административному округу Тюбинген. Входит в состав района Боденское озеро. Население составляет 7803 человека (на 31 декабря 2010 года). Занимает площадь 15,26 км².

## Города-побратимы
- Арбон, Швейцария (1963)
- Хёкендорф, Германия (1990)
- Буа-ле-Руа, Франция (1991)
- Ноли, Италия (2005)

## Фотографии

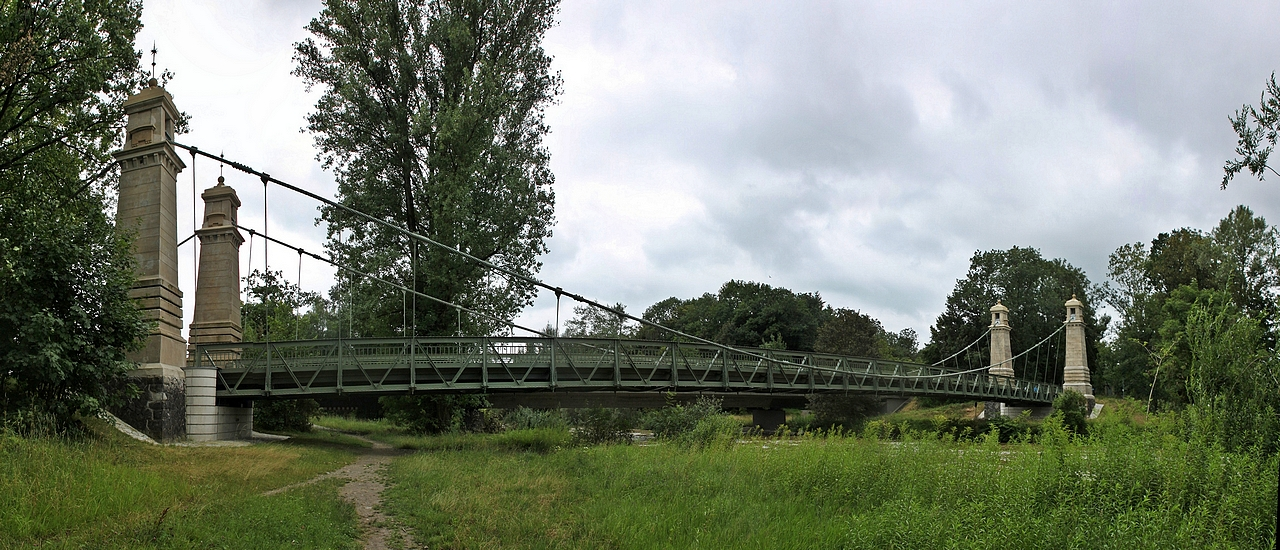
Мост через реку Арген постройки 1896/1897 годов
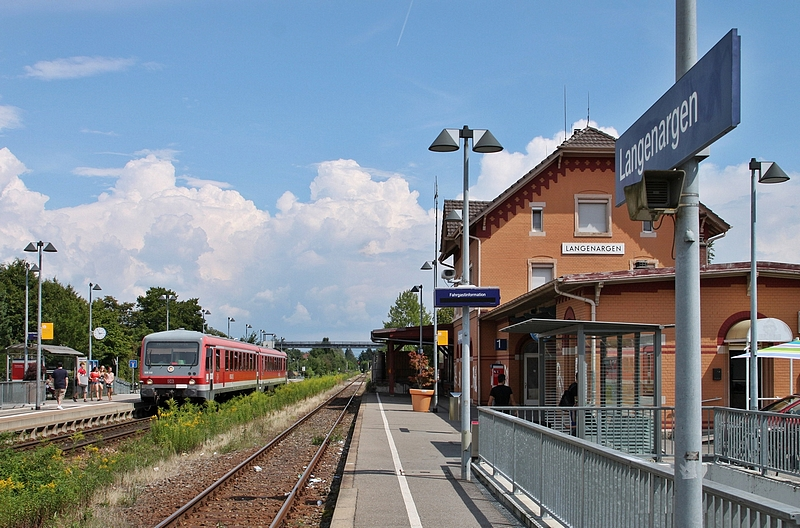
Железнодорожная станция
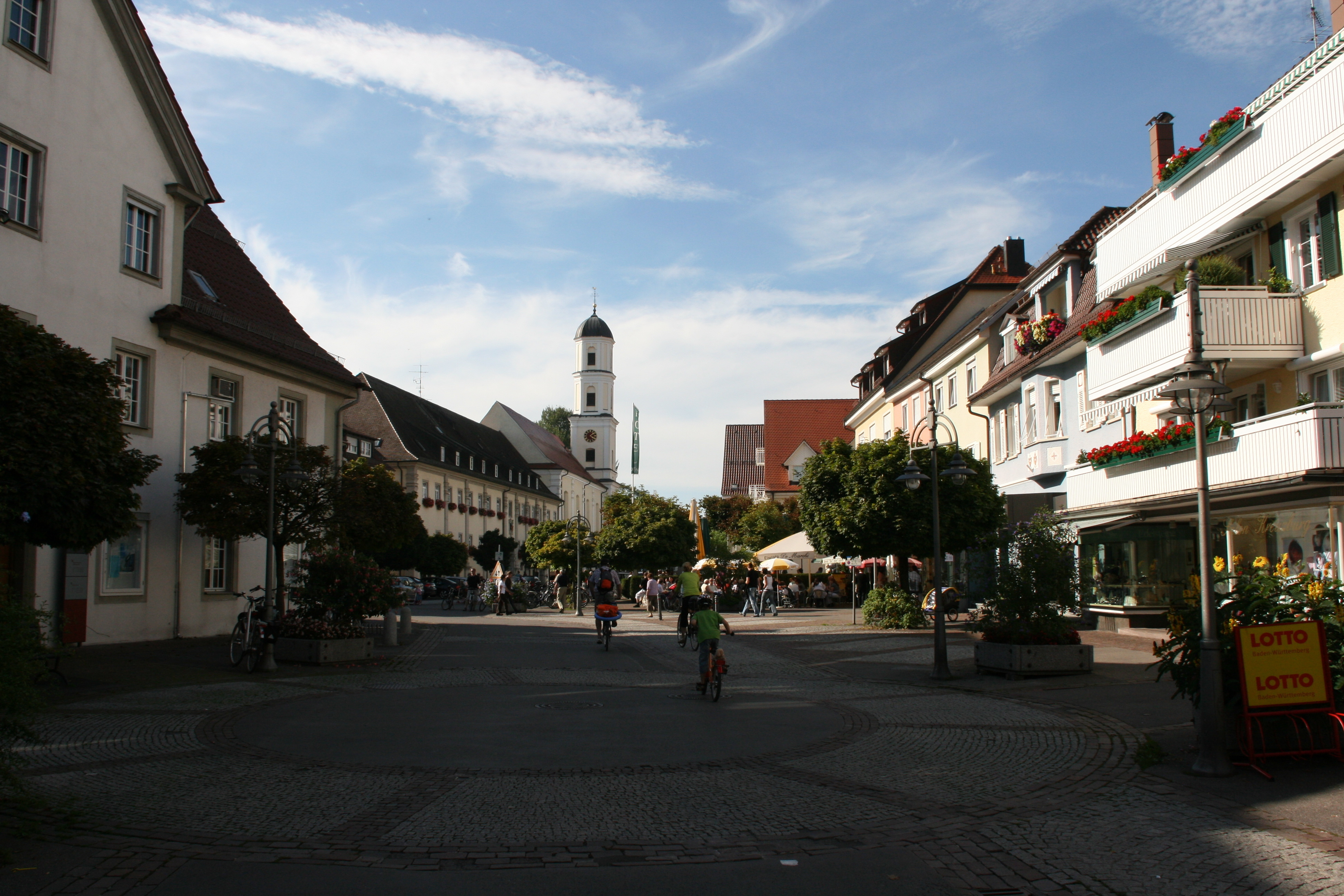
Рыночная площадь
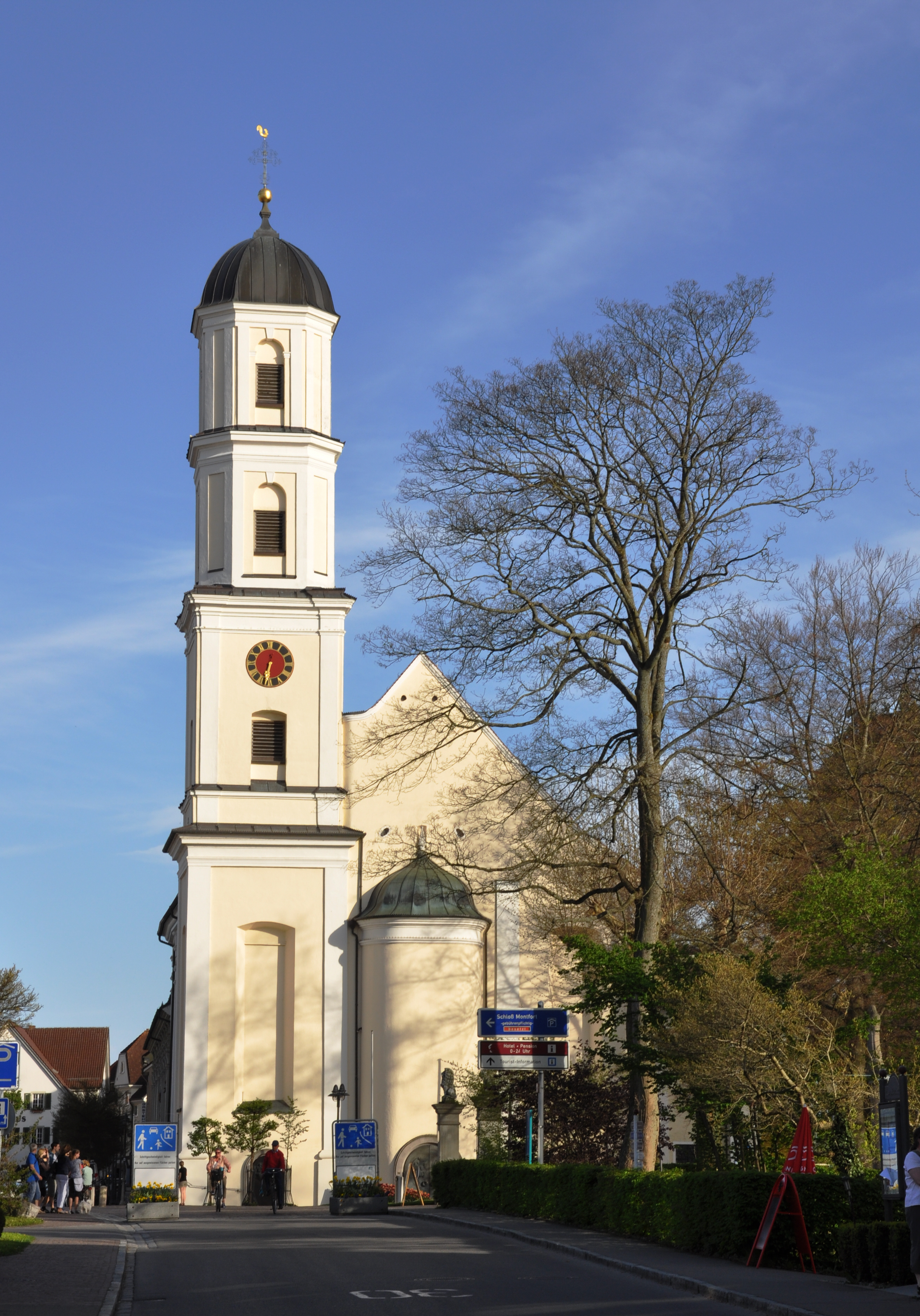
Церковь святого Мартина
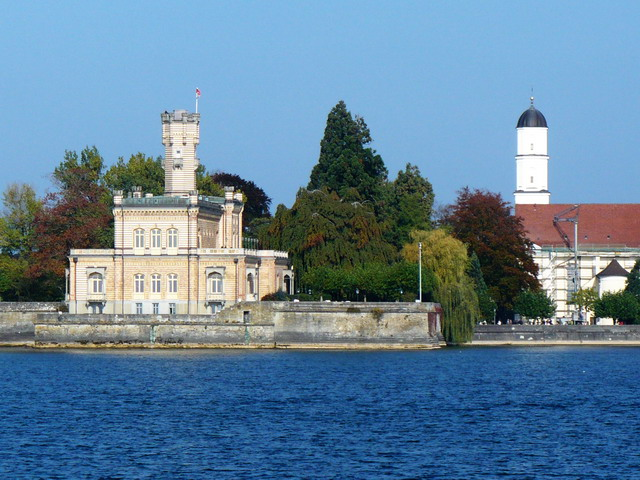
Дворец Монфорт